# Biblia de Jakub Wujek

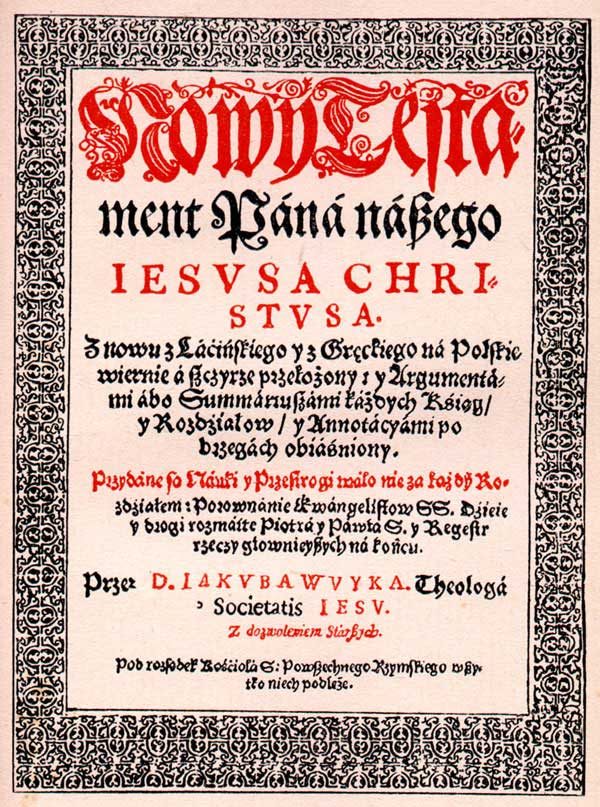
Cover page of first Nuevo Testamento edition from 1593.

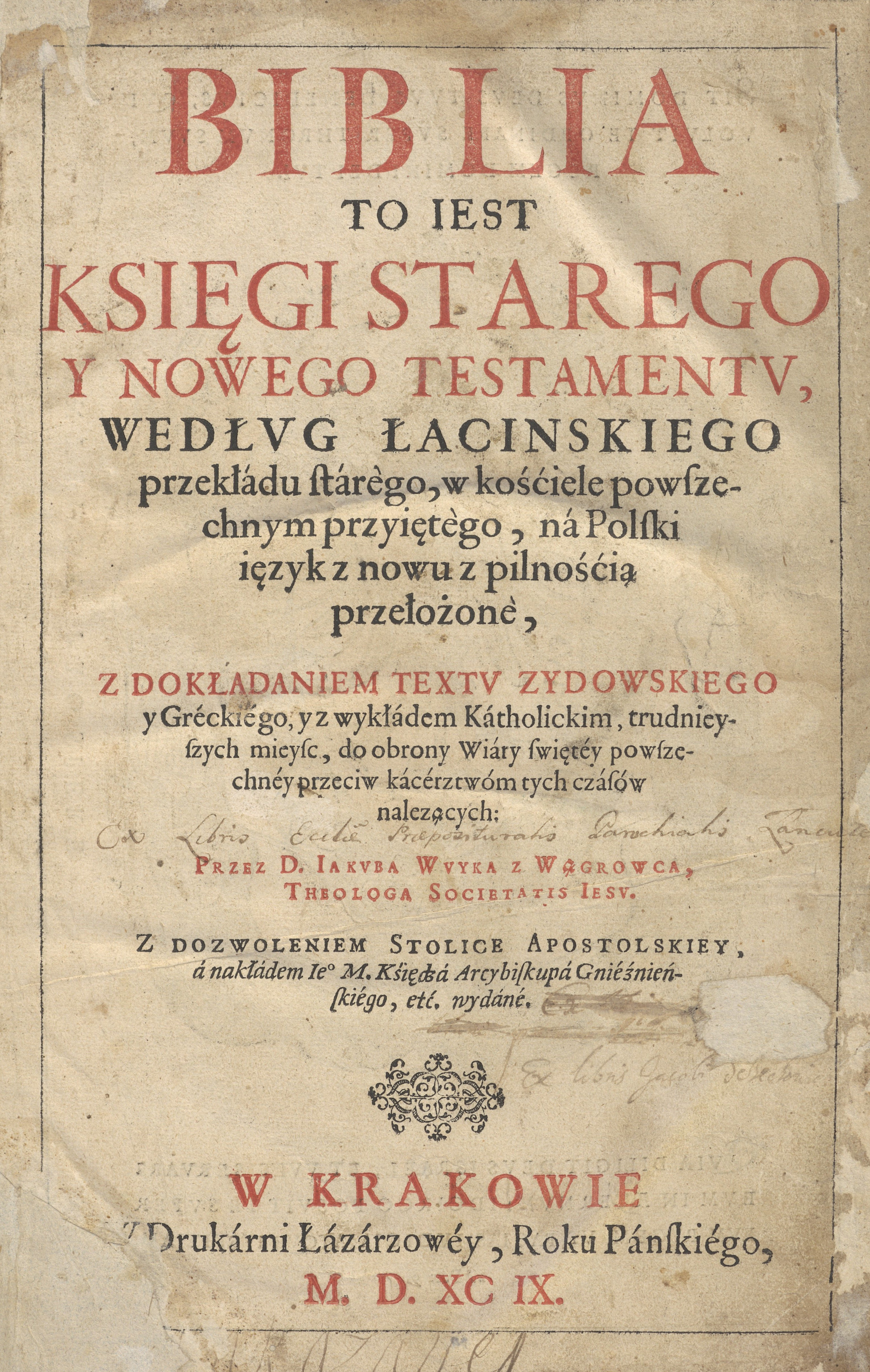
Cover page of Jakub Wujek's Bible from 1599.

La Biblia de Jakub Wujek (polaco: Biblia Jakuba Wujka) fue la principal traducción polaca de la Biblia utilizada en la liturgia de la Iglesia católica en Polonia desde fines del siglo XVI hasta mediados del siglo XX. La traducción fue hecha por un jesuita polaco, Jakub Wujek (con cuyo nombre se la designa actualmente), con el permiso del Papa Gregorio XIII y la Orden de los Jesuitas. Estaba basada en la Vulgata. La primera edición se completó en 1593, pero la edición completa autorizada estuvo lista solo dos años después de la muerte de Wujek, en 1599.

## Historia
La Biblia de Jakub Wujek reemplazó a la Biblia de Leopolita (1561), y fue reemplazada por la Biblia del Milenio (1965).
En 1584 los jesuitas polacos y el primado de Polonia, Stanisław Karnkowski, decidieron que se necesitaba una nueva traducción polaca de la Biblia, ya que no se veía la anterior de 1561.
Jakub Wujek, ya conocido por sus excelentes traducciones de partes de la Biblia en su homilías, fue elegido para encabezar la ta sk. La primera edición del Nuevo Testamento estaba lista en 1593. La traducción fue acompañada con notas al pie, explicaciones y polémicas.
La Clementine Vulgate, editada en 1592, causó un retraso en la traducción, ya que se tuvo que verificar su consistencia con la nueva versión latina. Wujek terminó el trabajo en el Nuevo Testamento, revisado con el Clementine Vulage, en 1594, y en el Antiguo Testamento en 1596; las obras se publicaron inmediatamente. La versión final de la Biblia de Wujek estaba lista en 1599, después de las correcciones de una comisión jesuita, dos años después de la muerte de Wujek en 1597. Algunos estudiosos modernos tienden a clasificar la primera edición, desde 1593/1594, a partir de 1599.

## Importancia
La Biblia de Wujek es ampliamente reconocida como una excelente traducción, una de las obras más importantes del Renacimiento en Polonia, y una obra mayor en el avance del idioma polaco. Varias partes de ella fueron citadas por poetas polacos, incluyendo a Adam Mickiewicz y Juliusz Słowacki. También sirvió como una importante Biblia en lengua polaca católica hasta la aparición de la Biblia del Milenio en el siglo XX (1965) y también fue una fuente importante para la Biblia protestante en lengua polaca, la Biblia de Gdansk de 1632.